# Маливель, Жанна
Жанна Маливел (1895—1926) — бретонский дизайнер и иллюстратор, которая вдохновила бретонцев на национальное движение в искусстве Seiz Breur.

## Биография
Жанна была родом из Лудеака, она возродила искусство гравюры печати в своих иллюстрациях к национальной бретонской книге — История нашей Бретани написанная Жанной Короллер-Данио в 1922 году. Эти иллюстрации были созданы под влиянием раннего синтетизма Поля Гогена и Эмиля Бернара.
Этими изображениями восхищался Рене-Ив Крестон, который рассматривал их, как основу для возрождения Бретон-стиля в искусстве. Крестон сотрудничал с Маливел в ряде работ и они вместе создали Seiz Breur (французское арт-движение), которое быстро получило большое влияние. Название движения происходит от народной истории о семи братьях («Seiz Breur» на бретонском) собранных и опубликованных Маливел.
Маливел также рисовала работы на фресках, и разрабатывала мебель, вышивку и керамику. Она принимала участие в Международной выставке декоративного искусства и современной индустрии в 1925 году, показывая мебель colloboratively разработанная совместно с Крестоном. В следующем году Жанна внезапно и преждевременно умерла в возрасте 30 лет, после этого руководство движения перешло Крестону.

## Галерея

Работы Жанны Маливел
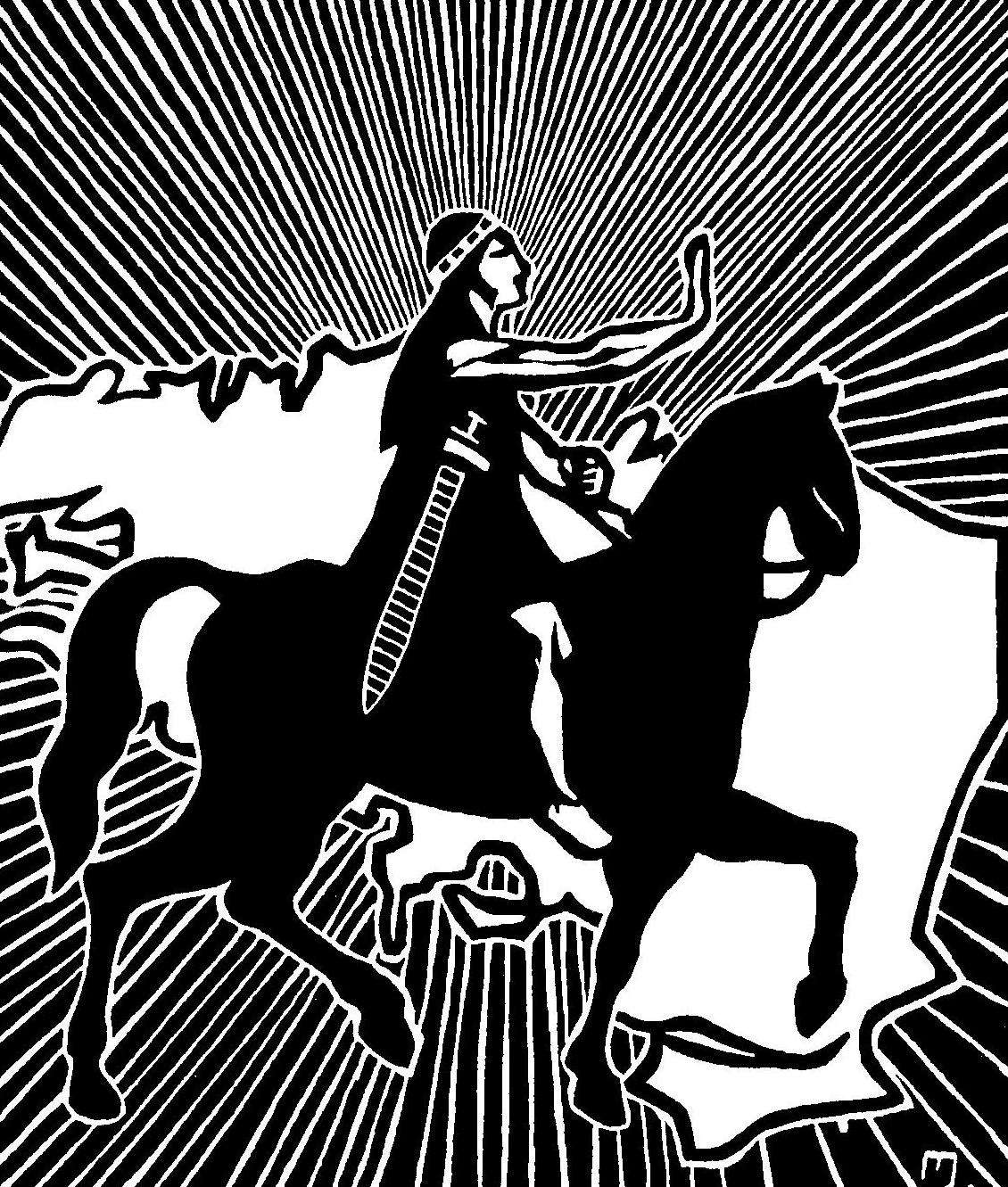
Номиноэ торжествуетющий, гравированное дерево для книги История нашей Бретани (1922).
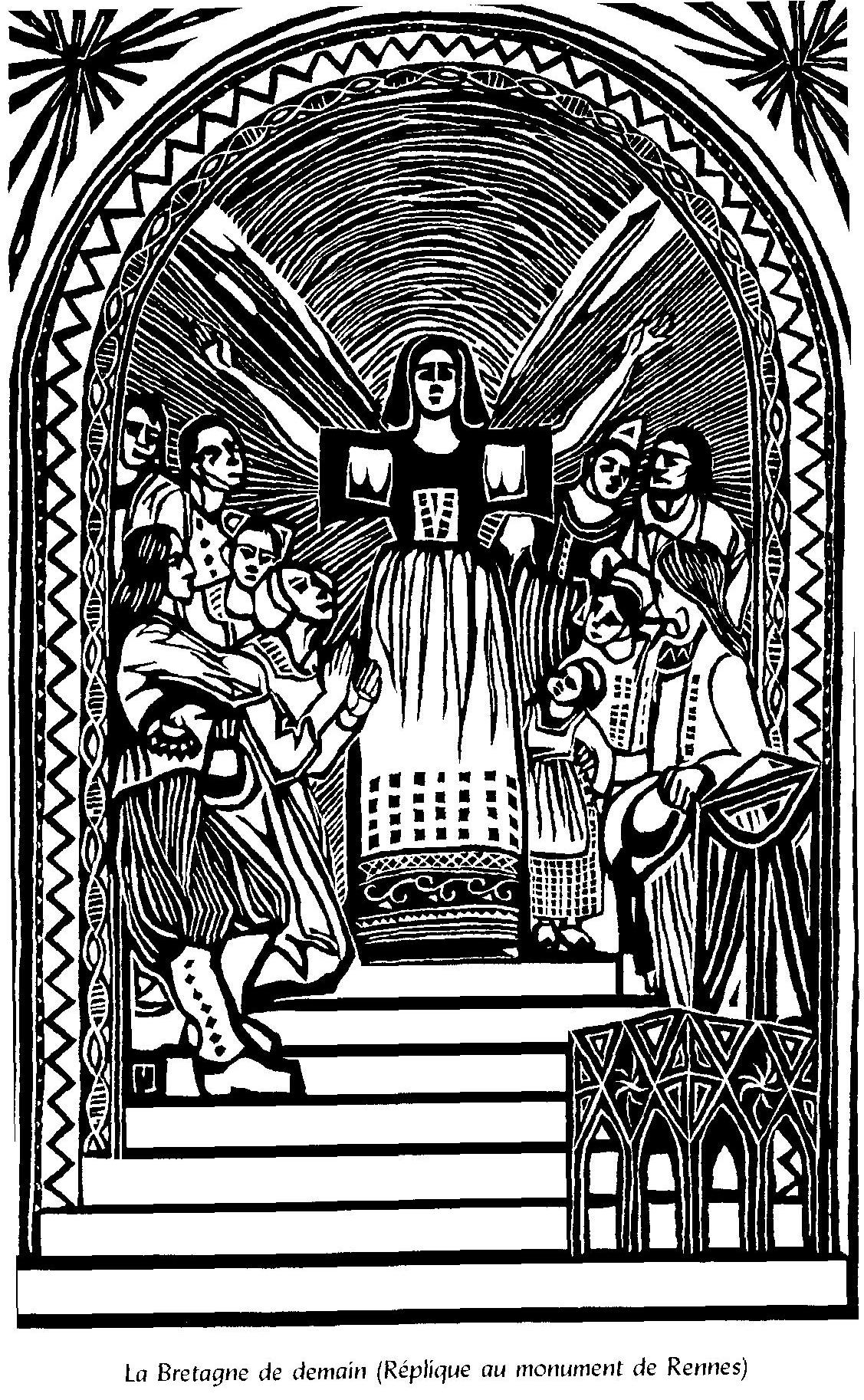
Бретань  будущего, гравированное дерево для книги История нашей Бретани (1922).
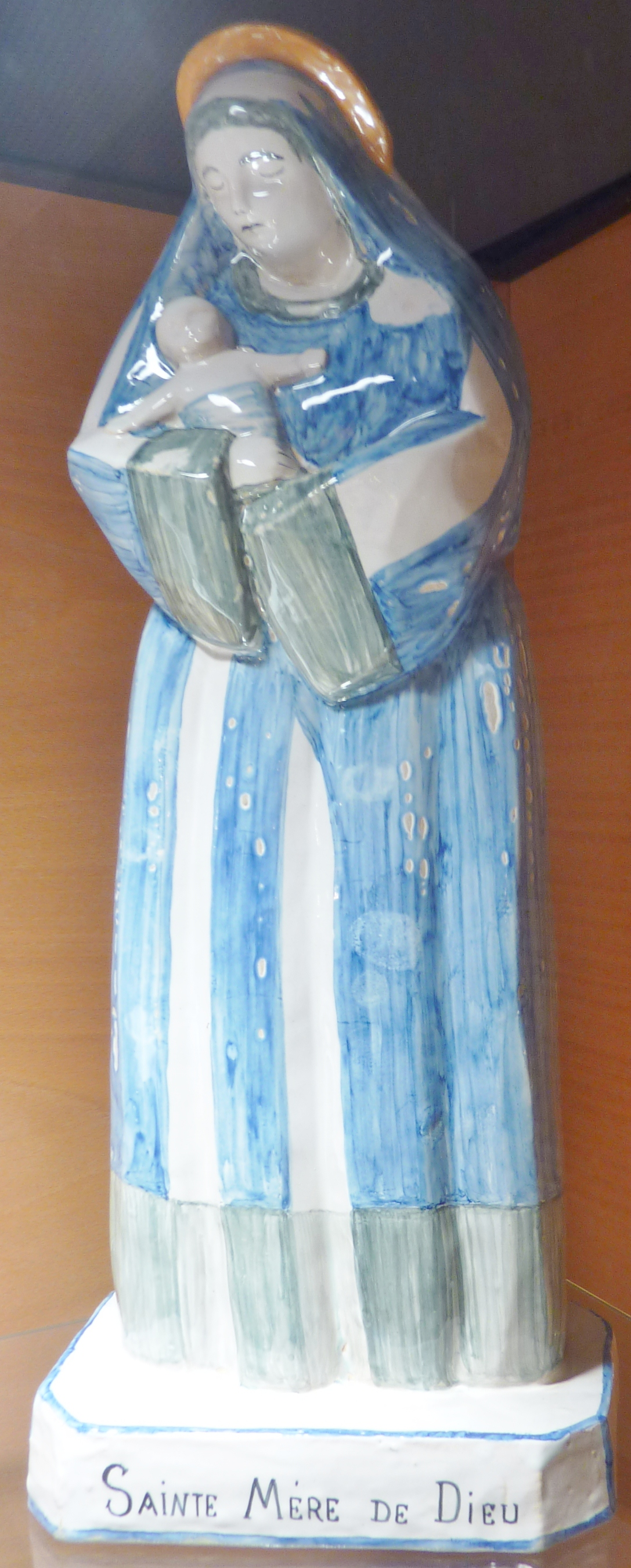
Матерь Божия (1925), майолика[3], музей фаянса в Кемпере.
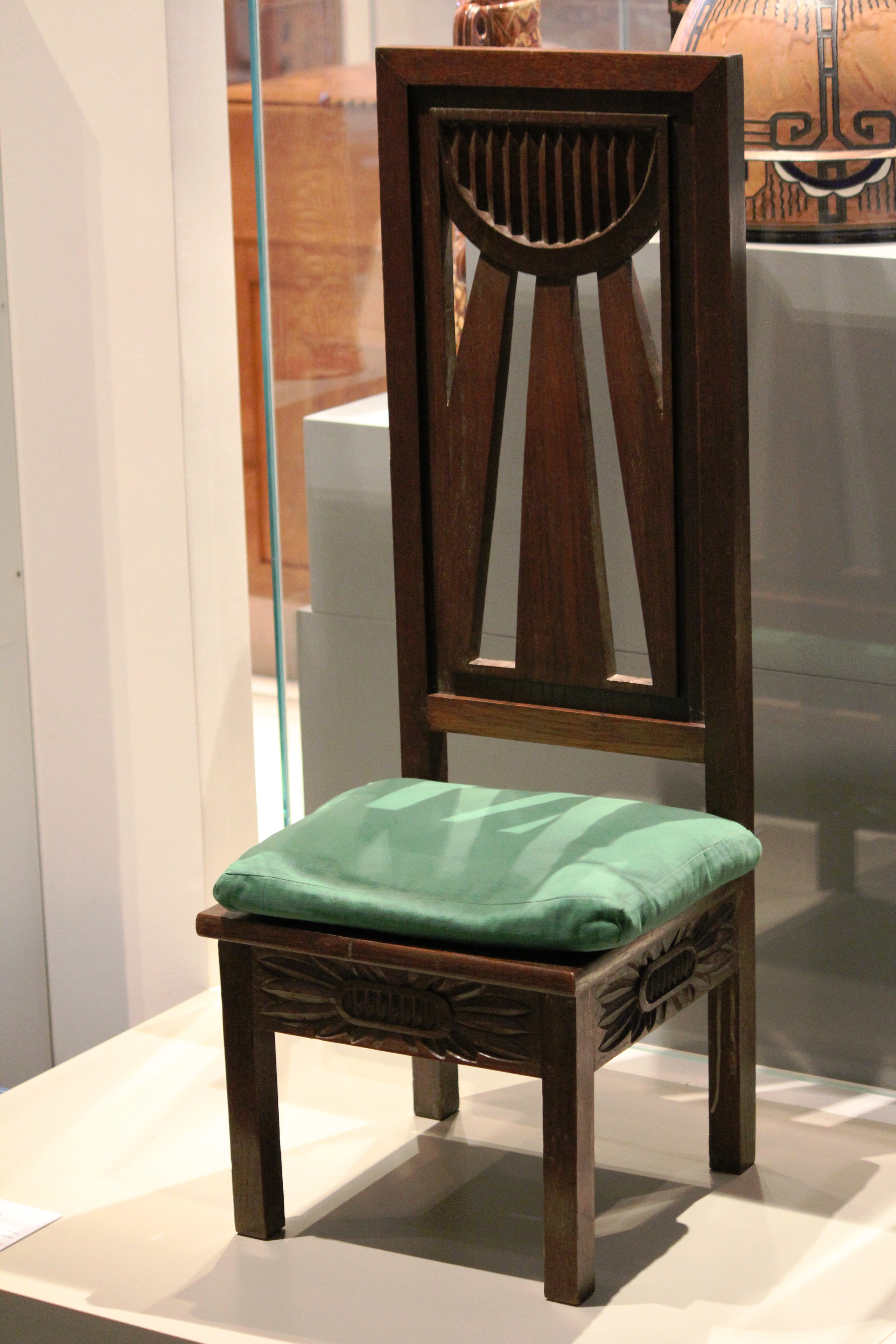
Председатель, Ренн, музей Бретани.